# Oldřiš

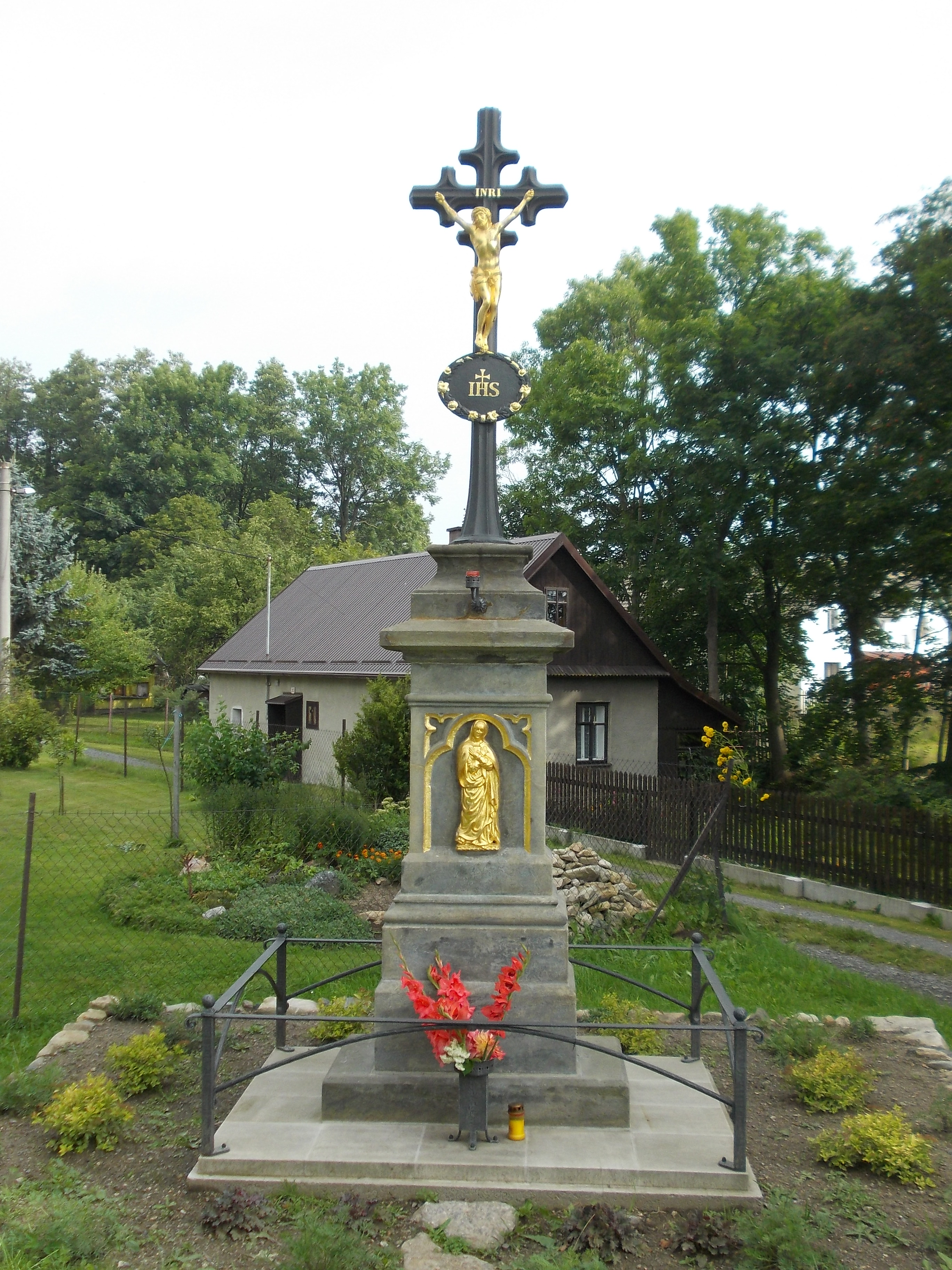
Das Kruzifix bei Nr. 205

Oldřiš (deutsch Ullersdorf) ist eine Gemeinde in Tschechien. Sie liegt fünf Kilometer westlich von Polička und gehört zum Okres Svitavy.

## Geographie
Oldřiš erstreckt sich im Nordosten der Saarer Berge auf einer Länge von drei Kilometern im Tal des Baches Černý potok und bildet mit Borová und Sádek ein geschlossenes Siedlungsgebiet. Das Dorf befindet sich am Rande des Landschaftsschutzgebietes CHKO Žďárské vrchy. Nördlich erhebt sich die Zelinka (Zalenda; 654 m), im Osten der Velký Stanov (637 m), südlich der Zelendův kopec (662 m), im Südwesten der Lucký vrch (Lutzberg, 739 m) und der Landrátský kopec (Landratberg, 742 m), westlich der Betlémský kopec (741 m) und der Žižkov (Pawlaska, 753 m) sowie im Nordwesten der Stanov (670 m). Durch Oldřiš verläuft die Bahnstrecke Svitavy–Žďárec u Skutče. Nördlich des Dorfes führt die Straße I/37 von Polička nach Hlinsko.
Nachbarorte sind Zelinka, Na Babce, Budislav, Zrnětín, Poříčí u Litomyšle und Lubná im Norden, Široký Důl, Střítež und Lezník im Nordosten, Květná und Polička im Osten, Dolní Předměstí, Kamenec u Poličky, Zárubův Mlýn und Sádek im Südosten, Přibylov, Telecí und Landráty im Süden, Dědek, Na Dědku, Jeruzalém, Betlém und Pustá Rybná im Südwesten, Blatina und Bukovina im Westen sowie Borová, Ruda und Pustá Kamenice im Nordwesten.

## Geschichte
Das Waldhufendorf entlang des Laufes des Černý potok, der im Jahre 1269 als Borovnice bezeichnet wurde, wurde wahrscheinlich um 1270 durch Konrad von Levendorf im Auftrag des Königs Přemysl Ottokar II. nach der Gründung der Königsstadt Polička angelegt. Der örtlichen Überlieferung nach soll sich der Ortsname vom Herzog Oldřich herleiten.
Die erste schriftliche Erwähnung von Borovia sive Ulricivilla erfolgte im Jahre 1349 in einem Gesuch des Prager Erzbischofs Ernst von Pardubitz an Papst Clemens VI. wegen der geistlichen Zuordnung von Teilen des Prager und Olmützer Bistums zum neu errichteten Bistum Litomyšl. Das langgestreckte Dorf war anteilig der Herrschaft Richenburg und Königsstadt Polička untertänig. Wahrscheinlich bereits in vorhussitischer Zeit erwarb die Stadt Polička den Richenburger Anteil von Oldřiš. König Vladislav II. Jagiello bestätigte 1474 die Rechte und Privilegien der Stadt Polička, darunter auch das Eigentum am Dorf Oldřiš.
Wegen der Beteiligung der Stadt und auch von Einwohnern aus Oldřiš an der antihabsburgischen Revolte konfiszierte Kaiser Ferdinand I. 1547 sämtliche Güter der Stadt Polička. Das Dorf Oldřiš wurde der Kronherrschaft Richenburg zugeschlagen. In dieser Zeit wurde das Dorf geteilt; der obere Teil wurde fortan als Borová. bezeichnet. Im Jahre 1558 kaufte die Stadt das Dorf Oldřiš zurück. Nach der Schlacht am Weißen Berg wurde Oldřiš wegen der Beteiligung der Stadt am Ständeaufstand von 1618 erneut eingezogen. Im Jahre 1628 erwarb die Stadt Polička das Dorf gegen eine Geldzahlung von der Hofkammer zurück. In der berní rula von 1654 wurde der Ort als Woldržisse und ab 1789 als Woldržisz bezeichnet. Während der Zeit der Gegenreformation und der sich anschließenden gewaltsamen Rekatholisierung wurden drei Protestanten aus Oldřiš hingerichtet. Zusammen mit weiteren Poličkaer Dörfern war auch Woldřisch der Herrschaft Bistrau mit einem Hühnerzins und Forstgetreide zinsbar. Bis zur Mitte des 19. Jahrhunderts blieb Ullersdorf / Woldržisz der Stadtherrschaft Politschka untertänig.
Nach der Aufhebung der Patrimonialherrschaften bildete Voldřiš / Ullersdorf ab 1850 eine Gemeinde im politischen Bezirk Litomyšl und Gerichtsbezirk Politschka. Ab 1855 gehörte die Gemeinde zum Bezirk Politschka. Im Jahre 1869 bestand Voldřiš aus 188 Häusern und hatte 1160 Einwohner; dies war zugleich die höchste Bevölkerungszahl in der Geschichte des Ortes. Die Haupterwerbsquelle bildete die Landwirtschaft; in den Wintermonaten verdiente sich die Bevölkerung ein Zubrot durch Stickerei und Netzknüpferei. Seit dem Ende des 19. Jahrhunderts wurde die Gemeinde als Oldříš bezeichnet. Im Jahre 1887 nahm die Lokalbahn Zwittau–Polička den Verkehr auf der Bahnstrecke Zwittau-Skutsch auf, die Bahnstation in Oldříš wurde 1897 eingerichtet. 1888 bildete sich die Freiwillige Feuerwehr. Im selben Jahre wurde eine dreiklassige tschechischsprachige Grundschule eröffnet. Zu Beginn des 20. Jahrhunderts arbeiteten in Oldříš vier Wassermühlen, drei der Müller betrieben auch Brettsägen. Seit 1924 wird Oldřiš als amtlicher tschechischer Ortsname verwendet.
Während der deutschen Besetzung war die Gemeinde von 1940 bis 1945 dem Bezirk Leitomischl zugeordnet. Nach dem Ende des Zweiten Weltkriegs kam Oldřiš zum Okres Polička zurück. Nach dessen Aufhebung wurde die Gemeinde 1961 dem Okres Svitavy zugeordnet.

## Gemeindegliederung
Für die Gemeinde Oldřiš sind keine Ortsteile ausgewiesen. Grundsiedlungseinheiten sind Na Babce, auch Babka genannt, und Oldřiš. Außerdem gehören zu Oldřiš die Einschichten Dědek, Přibylov und Zelinka.

## Sehenswürdigkeiten
- Wassermühle aus dem 19. Jahrhundert mit originaler Ausstattung
- Volkstümliche Gehöfte Polischkaer Stils, sie sind je hälftig aus Holz und Mauerwerk errichtet
- Teich mit zwei erhaltenen Bögen einer abgebrochenen alten Straßenbrücke zwischen Oldřiš und Široký Důl
- Orlovna, erbaut 1928–1929, in der Fassade befindet sich eine vom Bildhauer Kadlec aus Borová geschaffene Reiterfigur des hl. Wenzel